# ぱーそなる
『ぱーそなる』は、松室政哉の4枚目のインディーズデモアルバム。

## 解説
- 3rdデモアルバム『Thank you!!』から約9ヶ月ぶりのリリース。
- キャッチコピーは「ハタチを迎えた松室政哉の4thアルバム。彼が今、感じる事。考える事。それはとってもパーソナルな世界。」。
- 規格品番は、MATS-004。
- 現在は廃盤となっている。

## 収録曲
CD
1. 空に泣く鳥
  - 2016年に新たにレコーディングをし、歌詞の変更を行ったことが判明した。
2. COMPASS
3. ハートブレイクドライブ
4. ずるいなんて言わないで。
5. You are my friend
6. 君のためなら
7. セッション
  - メジャー2nd EP収録「Jungle Pop」の原型となる楽曲。
8. 「ハタチ」〜海へ
9. くらげ
  - メジャー1stシングル「海月」の原型となる楽曲。
10. 天気予報
11. ミライ〜空へ

## 演奏
- 松室政哉
  - Vocal, Chorus
  - Drums programing
  - Bass
  - Acoustic Guitar
  - Electric Guitar
  - Keyboard
  - Other Instruments
- 濱野喬亮
  - Cajón (#8)
- 堀口敦貴
  - Bass (#2.7.9)
- 岩石洋太朗
  - Electric Guitar (#1.2.5.7.9)
- 松浦はすみ (メロディーキッチン)
  - Keyboard (#2.7.9)
- G2
  - Hand Clap